# Heinz Lindner
Heinz Lindner (ur. 17 lipca 1990 w Linzu) – piłkarz austriacki grający na pozycji bramkarza. Od 2024 jest zawodnikiem klubu Union SG.

## Kariera klubowa
Swoją karierę piłkarską Lindner rozpoczął w klubie Austria Wiedeń. W 2006 roku został członkiem zespołu rezerw i w sezonie 2006/2007 zadebiutował w nich w Erste Lidze. W rezerwach Austrii występował do końca sezonu 2009/2010. Jeszcze w trakcie sezonu 2009/2010 stał się też członkiem pierwszego zespołu Austrii. 13 lutego 2010 zadebiutował w Bundeslidze w wygranym 4:3 domowym meczu z Kapfenbergerem SV. Stał się podstawowym bramkarzem zespołu i w sezonie 2009/2010 wywalczył z Austrią wicemistrzostwo kraju. W sezonie 2010/2011 wygrał rywalizację o miejsce w bramce z Robertem Almerem, a w kolejnych sezonach z Pascalem Grünwaldem.
W 2015 roku Lindner został zawodnikiem Eintrachtu Frankfurt. W Eintrachcie zadebiutował 21 stycznia 2017 w przegranym 0:3 wyjazdowym meczu z RB Leipzig. Przez dwa sezony wystąpił w barwach Eintrachtu w 2 meczach ligowych.
W 2017 roku Lindner przeszedł do szwajcarskiego klubu Grasshopper Club. W Grasshoppers swój debiut zaliczył w przegranym 0:2 domowym meczu z FC Zürich.
W 2019 roku Lindner przeszedł do niemieckiego klubu SV Wehen Wiesbaden. Swój debiut w klubie zaliczył w wygranym 2:1 meczu wyjazdowym ze VfB Stuttgart.
W 2020 roku Lindner przeszedł do szwajcarskiego klubu FC Basel. Swój debiut zaliczył w przegranym 2:1 meczu z BSC Young Boys.
W 2022 roku Lindner przeszedł do szwajcarskiego klubu FC Sion. Swój debiut zaliczył w wygranym 3:2 meczu z FC Lugano.
| Sezon   | Klub                    | Kraj       | Rozgrywki             | Mecze | Bramki |
| ------- | ----------------------- | ---------- | --------------------- | ----- | ------ |
| 2007/08 | Austria Wiedeń II       | Austria    | Erste Liga            | 1     | 0      |
| 2008/09 | Austria Wiedeń II       | Austria    | Erste Liga            | 10    | 0      |
| 2009/10 | Austria Wiedeń          | Austria    | Bundesliga            | 16    | 0      |
| 2009/10 | Austria Wiedeń II       | Austria    | Erste Liga            | 13    | 0      |
| 2010/11 | Austria Wiedeń          | Austria    | Bundesliga            | 24    | 0      |
| 2011/12 | Austria Wiedeń          | Austria    | Bundesliga            | 23    | 0      |
| 2012/13 | Austria Wiedeń          | Austria    | Bundesliga            | 36    | 0      |
| 2013/14 | Austria Wiedeń          | Austria    | Bundesliga            | 36    | 0      |
| 2014/15 | Austria Wiedeń          | Austria    | Bundesliga            | 31    | 0      |
| 2015/16 | Eintracht Frankfurt     | Niemcy     | Bundesliga            | 0     | 0      |
| 2016/17 | Eintracht Frankfurt     | Niemcy     | Bundesliga            | 2     | 0      |
| 2017/18 | Grasshopper Club Zurych | Szwajcaria | Super League          | 36    | 0      |
| 2018/19 | Grasshopper Club Zurych | Szwajcaria | Super League          | 35    | 0      |
| 2019/20 | SV Wehen Wiesbaden      | Niemcy     | 2. Fußball-Bundesliga | 23    | 0      |
| 2020/21 | FC Basel                | Szwajcaria | Super League          | 31    | 0      |
| 2021/22 | FC Basel                | Szwajcaria | Super League          | 36    | 0      |
| 2022/23 | FC Sion                 | Szwajcaria | Super League          | 19    | 0      |

## Kariera reprezentacyjna
W reprezentacji Austrii Lindner zadebiutował 1 czerwca 2012 roku w wygranym 3:2 towarzyskim meczu z Ukrainą, rozegranym w Innsbrucku.